# Gábor Horváth (canoísta)
Gábor Horváth (Budapeste, 15 de novembro de 1971) é um velocista húngaro na modalidade de canoagem.

## Carreira
Foi vencedor das medalhas de Ouro em K-4 1000 m em Sydney 2000 e em Atenas 2004 com os seus colegas de equipa Zoltán Kammerer, Botond Storcz e Ákos Vereckei.
Foi vencedor da medalha de Prata em K-4 1000 m em Atlanta 1996.